# Chiesa dello Spirito Santo

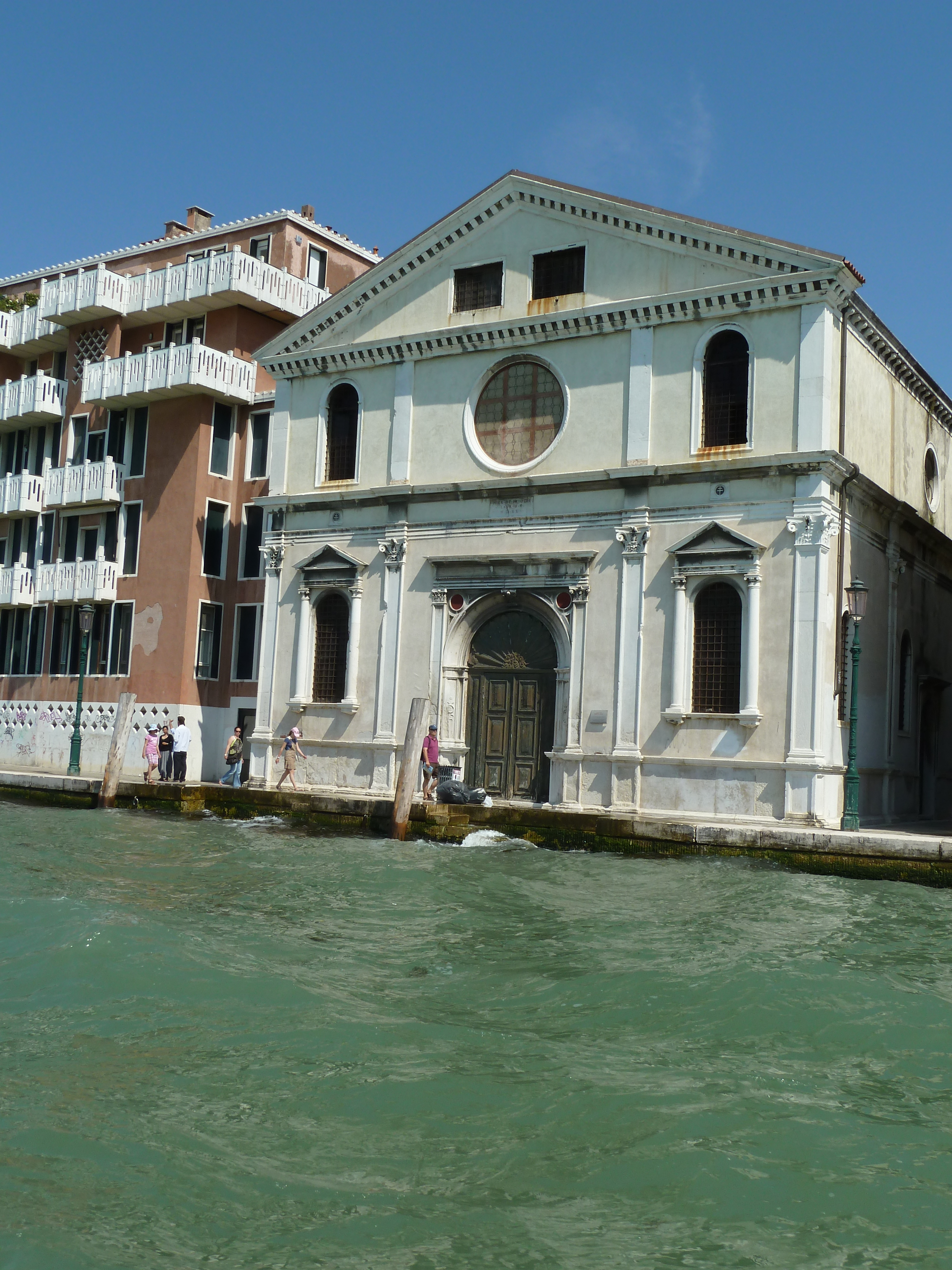

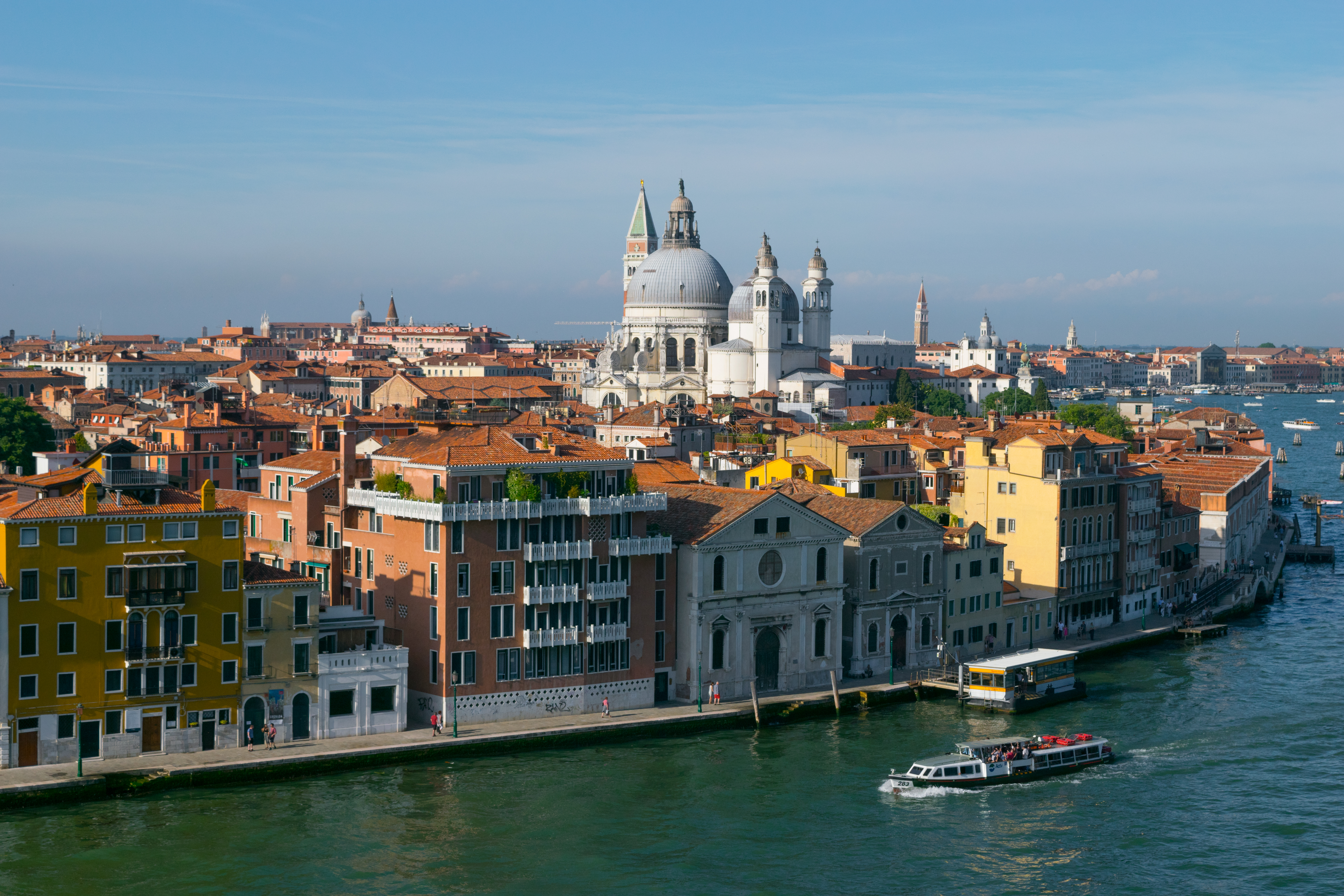

De Chiesa dello Spirito Santo is een katholieke kerk in de sestiere Dorsoduro in de Italiaanse stad Venetië. De kerk aan de Fondamenta delle Zattere, de noordelijke kaai van het Canale della Giudecca, is gewijd aan de Heilige Geest en werd in 1506 gebouwd naar plannen van Antonio Abbondi.
De kerk is de tweede, grotere kerk van het in 1483 gestichte en aanliggende klooster van de Augustinessen van de Heilige Geest, die in het klooster zelf eerst over een kleinere kerk beschikten, volledig binnen de kloostermuren.